# Rolling Stone (Francia)
Rolling Stone Francia es la edición destinada para aquel país, de la revista estadounidense de música. Abarca contenidos locales, los cuales son complementados con traducciones de los reportajes publicados en la edición de Estados Unidos. Además, es una de las ediciones extranjeras más antiguas de la revista estadounidense Rolling Stone.

## Historia
En términos exactos, la edición francesa de Rolling Stone ha tenido tres versiones: la primera surge en los años 80, y era dirigida por Lionel Rotcage; la segunda versión encabezada por Yves Bongarçon a partir de 2002 publicada en un principio por IXO Publishing y después por Cyber Press Publishing con Xavier Bonnet en la redacción en jefe; y la tercera, desde abril de 2008, con el redactor en jefe Belkacem Bahlouli.
El grupo Cyber Press Publishing fue puesto en liquidación judicial en junio de 2007. La edición francesa de Rolling Stone fue suspendida hasta abril de 2008, mes en que renace la revista con un número doble dedicado a mayo de 1968.
Desde junio de 2008, la revista recupera su periodicidad mensual con un primer número dedicado a Bruce Springsteen y un segundo número con Leonard Cohen en la portada. En las siguientes ediciones aparecerían Antoine de Caunes, Serge Gainsbourg, AC/DC, y los 40 años del "Álbum Blanco" de The Beatles.